# جزیره تاسارال
جزیره تاسارال (به قزاقی: Tasaral Island) یک جزیره در قزاقستان است که در شهرستان اکتوگای، استان کاراگوی واقع شده‌است. جزیره تاسارال نفر جمعیت دارد و ۳۶۸ متر بالاتر از سطح دریا واقع شده‌است.